# Liste de ponts du Honduras
Cet article présente une liste de ponts remarquables du Honduras, tant par leurs caractéristiques dimensionnelles, que par leur intérêt architectural ou historique. 

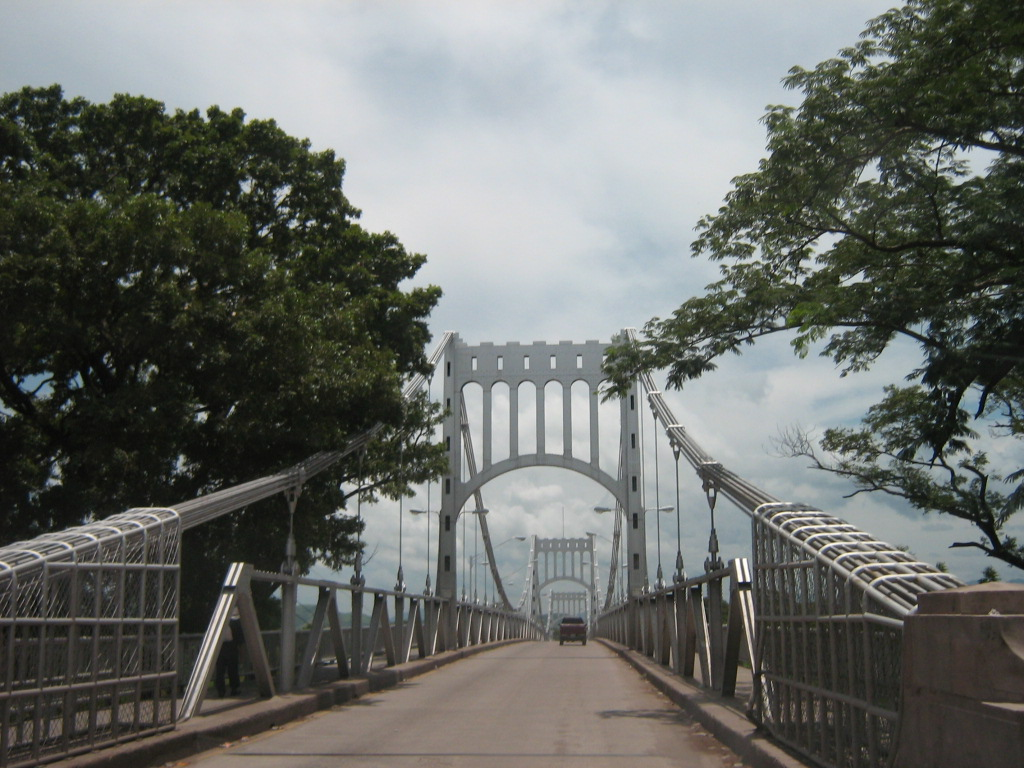
Le pont sur le Rio Choluteca.

La catégorie lien donne la classification de l'ouvrage parmi ceux présentés et propose un lien vers la fiche technique du pont sur le site Structurae, base de données et galerie internationale d'ouvrages d'art. La liste peut être triée selon les différentes entrées du tableau pour voir ainsi les ponts en arc ou les ouvrages les plus récents par exemple.
Les colonnes portée et longueur, exprimées en mètres indiquent respectivement la distance entre les pylônes de la travée principale et la longueur totale de l'ouvrage, viaducs d'accès compris.

## Ponts présentant un intérêt historique ou architectural
|                          |   | Nom                                 | Distinction                                       | Long. | Type                       | Voie portée Voie franchie | Date | Localisation                                       | État             | Ref. |
| ------------------------ | - | ----------------------------------- | ------------------------------------------------- | ----- | -------------------------- | ------------------------- | ---- | -------------------------------------------------- | ---------------- | ---- |
|                          | 1 | Passerelle Mapulaca-Ciudad Victoria | Frontière Honduras - Salvador Portée : 170 mètres |       | Suspendu Acier             | Passerelle Lempa          | 2001 | Mapulaca - Victoria 14° 00′ 57,9″ N, 88° 37′ 16″ O | Lempira Salvador |      |
| Puente de la Integración | 2 | Pont de l'Intégration               | Frontière Honduras - Salvador                     | 88    | Poutres Béton précontraint | Lempa                     | 2009 | Mapulaca - Victoria 14° 00′ 57,9″ N, 88° 37′ 16″ O | Lempira Salvador | ,    |

## Grands ponts
Ce tableau présente les ouvrages ayant des portées supérieures à 100 mètres ou une longueur totale de plus de 3 000 mètres (liste non exhaustive).
|  |   | Nom                       | Portée   | Long. | Type                                                           | Voie portée Voie franchie | Date | Localisation                             | Département              | Ref. |
|  | - | ------------------------- | -------- | ----- | -------------------------------------------------------------- | ------------------------- | ---- | ---------------------------------------- | ------------------------ | ---- |
|  | 1 | Pont sur le Rio Choluteca | 101 (x2) | 300   | Suspendu 3 pylônes acier, tablier treillis acier 33+101+101+33 |                           | 1937 | Choluteca 13° 18′ 42″ N, 87° 11′ 29,5″ O | Département de Choluteca |      |